# مونيكا شتادلر
مونيكا شتادلر (بالألمانية: Monika Stadler)‏ هي ملحنة نمساوية، ولدت في 19 فبراير 1963 في لينتس في النمسا.

## وصلات خارجية
- مونيكا شتادلر على موقع IMDb (الإنجليزية)
- مونيكا شتادلر على موقع ميوزك برينز (الإنجليزية)
- مونيكا شتادلر على موقع ديسكوغز (الإنجليزية)